# ناديرا بابار
ناديرا بابار هي ممثلة هندية، ولدت في 20 يناير 1948 بمومباي في الهند. من الجوائز التي نالتها جائزة سانجيت ناتاك أكاديمي ‏.

## جوائز
- جائزة سانجيت ناتاك أكاديمي [الإنجليزية]‏

## وصلات خارجية
- ناديرا بابار على موقع IMDb (الإنجليزية)
- ناديرا بابار على موقع قاعدة بيانات الفيلم (الإنجليزية)